# Mysidia magica
Mysidia magica är en insektsart som beskrevs av Broomfield 1985. Mysidia magica ingår i släktet Mysidia och familjen Derbidae. Inga underarter finns listade i Catalogue of Life.